# Харитонівка (Кам'янець-Подільський район)
Харито́нівка — село в Україні, в Новодунаєвецькій селищній територіальній громаді Кам'янець-Подільського району Хмельницької області.

## Назва
Нинішня назва «Харитонівка» може походити від особового імені чи фамілії Харитон, який, певно, був одним з перших поселенців.

## Історія
З 1991 року в складі незалежної України.
13 серпня 2015 року шляхом об'єднання сільських рад, село увійшло до складу Новодунаєвецької селищної громади.
27 червня 2016 року парафії Святого Миколая села Нестерівці та Святого Пантелеймона села Харитонівка разом з настоятелем протоєреєм Петром Бабієм вийшли з юрисдикції УПЦ (МП) та перейшли до Хмельницької єпархії УПЦ (КП). Парафіяни на загальних зборах абсолютною більшістю голосів (236 — за УПЦ КП, 4 — за УПЦ (МП)) ухвалили рішення, що у час війни з російським окупантом залишатись надалі в УПЦ (МП) — це зрада українського православ'я та свого багатостраждального народу.
17 липня 2020 року, в результаті адміністративно-територіальної реформи та ліквідації Дунаєвецького району, село увійшло до складу Кам'янець-Подільського району.

## Населення
Населення становить 63 осіб.

### Мова
У селі поширені західноподільська говірка та південноподільська говірка, що відносяться до подільського говору, який належить до південно-західного наріччя.

## Релігія
У червні 2016 року громада Харитонівки перейшла від Московського патріархату в лоно ПЦУ.
- Церква святого Пантелеймона